# Steven Nzonzi
Steven Nkemboanza Mike Christopher Nzonzi (La Garenne-Colombes, 15 december 1988) is een Frans voetballer van Congolese afkomst die doorgaans als defensieve middenvelder speelt. Nzonzi debuteerde in 2017 in het Frans voetbalelftal.

## Clubcarrière

### Amiens
Nzonzi debuteerde als profvoetballer in 2007 in de Ligue 2 bij Amiens, waar hij doorstroomde vanuit de jeugdopleiding. Hij maakte zijn debuut in het betaald voetbal op 24 november 2007 in de Coupe de France tegen AS Raismes. Amiens won die wedstrijd met 7–0. Op 15 april 2008 startte hij voor het eerst in het basiselftal tegen SC Bastia. In de zomerperiode tekende hij een contract bij Amiens en werd hij definitief bij het eerste elftal gehaald. Op 8 mei 2009 maakte hij zijn eerste doelpunt op het hoogste niveau tegen RC Straatsburg. Nzonzi speelde dat seizoen 36 wedstrijden, voor hij werd weggehaald door Blackburn Rovers.

### Blackburn Rovers
Op 28 juni 2009 werd bekend dat Blackburn Rovers een akkoord had bereikt met Amiens. Nzonzi tekende een vierjarig contract bij de Rovers. Op 15 augustus 2009 maakte hij zijn debuut in de Premier League tegen Manchester City. Op 4 oktober 2009 maakte hij zijn eerste doelpunt voor de Rovers, uit bij Arsenal. In drie seizoenen speelde Nzonzi 86 wedstrijden voor Blackburn Rovers, waarin hij vijf keer tot scoren kwam.

### Stoke City
Op 31 augustus 2012, de laatste dag van de zomerse transferperiode, ging het gedegradeerde Blackburn Rovers akkoord met een bod van 4,4 miljoen euro van Stoke City voor Nzonzi. Hij tekende een vierjarig contract bij The Potters. Op 15 september 2012 debuteerde hij thuis tegen Manchester City (eindstand 1–1). Nzonzi werd na afloop van het duel tot man van de wedstrijd uitgeroepen. Op 29 december 2012 werd hij van het veld gestuurd door scheidsrechter Mark Clattenburg na een tackle met twee voeten vooruit op Southampton-middenvelder Jack Cork. Later werd die beslissing door de FA teruggedraaid, waardoor Nzonzi niet vervolgd kon worden.

### Sevilla
Na meer dan honderd wedstrijden in de Premier League met Stoke gespeeld te hebben, tekende Nzonzi in juli 2015 een contract tot medio 2019 bij Sevilla, de UEFA Europa League-winnaar en nummer vijf van Spanje in het voorgaande seizoen. De club betaalde circa tien miljoen euro voor hem. In zijn contract werd een gelimiteerde transfersom van €30.000.000,- opgenomen. Nzonzi maakte op vrijdag 21 augustus 2015 zijn officiële debuut voor Sevilla, in de eerste speelronde van het seizoen 2015/16 in de Primera División, uit tegen Málaga CF (0-0). Hij kreeg een basisplaats, maar moest na 69 minuten met zijn tweede gele kaart van het veld.

### AS Roma
Nzonzi maakte in de zomer van 2018 de overstap van Sevilla naar AS Roma voor zo’n 26 miljoen euro. Hij tekende bij de Italiaanse club een vierjarig contract. In zijn eerste seizoen speelde hij dertig competitieduels, waarin hij eenmaal wist te scoren.

### Verhuur aan Galatasaray en Stade Rennes
In het seizoen 2019/2020 werd hij verhuurd aan het Turkse Galatasaray. Na een half jaar werd hij door de trainer buiten de selectie gezet wegens onprofessioneel gedrag. Hij werd de tweede seizoenshelft verhuurd aan Stade Rennes, waar zijn huurcontract bij in de zomer van 2020 met een jaar werd verlengd.

### Al-Rayyan
Op 29 september 2021 tekende Nzonzi een tweejarig contract bij Al-Rayyan.

## Clubstatistieken
| Seizoen | Club             | Competitie              | Competitie | Competitie | Beker | Beker | Internationaal | Internationaal | Totaal | Totaal |
| Seizoen | Club             | Competitie              | Wed.       | Dlp.       | Wed.  | Dlp.  | Wed.           | Dlp.           | Wed.   | Dlp.   |
| ------- | ---------------- | ----------------------- | ---------- | ---------- | ----- | ----- | -------------- | -------------- | ------ | ------ |
| 2007/08 | Amiens           | Ligue 2                 | 2          | 0          | 0     | 0     | —              | —              | 2      | 0      |
| 2008/09 | Amiens           | Ligue 2                 | 34         | 1          | 1     | 0     | —              | —              | 35     | 1      |
| 2009/10 | Blackburn Rovers | Premier League          | 33         | 2          | 5     | 0     | —              | —              | 38     | 2      |
| 2010/11 | Blackburn Rovers | Premier League          | 21         | 1          | 3     | 0     | —              | —              | 24     | 1      |
| 2011/12 | Blackburn Rovers | Premier League          | 32         | 2          | 2     | 0     | —              | —              | 34     | 2      |
| 2012/13 | Stoke City       | Premier League          | 35         | 1          | 3     | 0     | —              | —              | 38     | 1      |
| 2013/14 | Stoke City       | Premier League          | 36         | 2          | 4     | 0     | —              | —              | 40     | 2      |
| 2014/15 | Stoke City       | Premier League          | 38         | 3          | 4     | 1     | —              | —              | 42     | 4      |
| 2015/16 | Sevilla          | Primera División        | 28         | 3          | 6     | 1     | 12             | 0              | 46     | 4      |
| 2016/17 | Sevilla          | Primera División        | 35         | 2          | 1     | 0     | 9              | 1              | 45     | 3      |
| 2017/18 | Sevilla          | Primera División        | 27         | 1          | 7     | 0     | 10             | 0              | 44     | 1      |
| 2018/19 | AS Roma          | Serie A                 | 30         | 1          | 1     | 0     | 8              | 0              | 39     | 1      |
| 2019/20 | → Galatasaray    | Süper Lig               | 10         | 0          | 0     | 0     | 5              | 0              | 15     | 0      |
| 2019/20 | → Stade Rennes   | Ligue 1                 | 5          | 0          | 2     | 0     | 0              | 0              | 7      | 0      |
| 2020/21 | → Stade Rennes   | Ligue 1                 | 34         | 1          | 0     | 0     | 5              | 0              | 39     | 1      |
| 2021/22 | Al-Rayyan        | Qatar Stars League      | 17         | 2          | 5     | 1     | 7              | 3              | 29     | 6      |
| 2022/23 | Al-Rayyan        | Qatar Stars League      | 22         | 1          | 2     | 0     | —              | —              | 24     | 1      |
| 2023/24 | Konyaspor        | Süper Lig               | 33         | 4          | 3     | 0     | —              | —              | 36     | 4      |
| 2024/25 | Sepahan          | Persian Gulf Pro League | 24         | 1          | 4     | 1     | 6              | 1              | 34     | 3      |
| Totaal  | Totaal           | Totaal                  | 496        | 28         | 53    | 4     | 62             | 5              | 611    | 37     |

Bijgewerkt tot en met het seizoen 2024/25.

## Interlandcarrière
Nzonzi speelde zes interlands in het Frans voetbalelftal onder 21. Hij bezit naast de Franse ook de Congolese nationaliteit, waardoor hij ook voor Congo-Kinshasa mocht uitkomen. In januari 2011 en november 2012 wees hij tweemaal een uitnodiging van Congo-Kinshasa af. Nzonzi debuteerde op 10 november 2017 in het Frans voetbalelftal, in een met 2–0 gewonnen oefeninterland thuis tegen Wales. Hij won een jaar later met Frankrijk het WK 2018. Hierop kwam hij vijf keer in actie, voornamelijk als wisselspeler.

## Erelijst
| UEFA Europa League | 1x | 2015/16 |

| Competitie                  | Winnaar   | Winnaar   | Tweede    | Tweede    | Derde     | Derde     |
| Competitie                  | Aantal    | Jaren     | Aantal    | Jaren     | Aantal    | Jaren     |
| Frankrijk                   | Frankrijk | Frankrijk | Frankrijk | Frankrijk | Frankrijk | Frankrijk |
| --------------------------- | --------- | --------- | --------- | --------- | --------- | --------- |
| Wereldkampioenschap voetbal | 1x        | 2018      |           |           |           |           |

## NZonzi of N'Zonzi
De achternaam van Nzonzi staat regelmatig vermeld als N'Zonzi, met een apostrof. Dit gebeurt ook vaak op de shirts waarin hij speelt. De juiste spelling is niettemin zonder leestekens.
1 Lloris  ·  
2 Pavard ·
3 Kimpembe ·
4 Varane ·
5 Umtiti ·
6 Pogba ·
7 Griezmann ·
8 Lemar ·
9 Giroud ·
10 Mbappé ·
11 Dembélé ·
12 Tolisso ·
13 Kanté ·
14 Matuidi ·
15 Nzonzi ·
16 Mandanda ·
17 Rami ·
18 Fekir ·
19 Sidibé ·
20 Thauvin ·
21 Hernández ·
22 Mendy ·
23 Aréola ·
Coach: Deschamps